# Maison Pezon
La Villa Pezon est une maison, protégée des monuments historiques, située au 11-13 avenue de Royat à Chamalières, en France.

## Histoire[1]
Elle fut construite au XIXe siècle par Théodore Pezon  frère de Baptiste Pezon et directeur de ménagerie. 
La partie centrale a été édifiée entre 1879 et 1880. À partir de 1884 seront ajoutés les deux pavillons Est et Ouest.
La maison a été inscrite au répertoire des monuments historiques le 25 janvier 1999 (Maison, y compris la grille de clôture sur rue et le vestibule d'entrée avec son décor peint,). Cette inscription a permis la sauvegarde du bâtiment.